# معركة باخماتش
معركة باخماتش (بالإنجليزية: Battle of Bakhmach) كانت معركة بين قوات الفيلق التشيكوسلوفاكي في الإمبراطورية الروسية و قوات الإمبراطورية الألمانية.